# Ideopsis remota
Ideopsis remota är en fjärilsart som beskrevs av Van Eecke 1915. Ideopsis remota ingår i släktet Ideopsis och familjen praktfjärilar. Inga underarter finns listade i Catalogue of Life.